# Sofades
Sofades (Grieks: Σοφάδες) is sedert 2011 een fusiegemeente (dimos) in de Griekse bestuurlijke regio (periferia) Thessalië.
De vijf deelgemeenten (dimotiki enotita) zijn:
- Arni (Άρνη)
- Menelaïda (Μενελαΐδα)
- Rentina (Ρεντίνα)
- Sofades (Σοφάδες)
- Tamasio (Ταμάσιο)